# I Cesari
I Cesari (Καίσαρες, noto anche col titolo di Simposio) è un dialogo satirico dell'imperatore Flavio Claudio Giuliano, che scrisse questo breve sketch comico in occasione dei Saturnalia, nel dicembre 361 d.C. L'operetta descrive una gara tra gli imperatori romani, con Alessandro Magno chiamato come concorrente extra, alla presenza degli dei riuniti. La conversazione consente a Giuliano di esprimere un giudizio conciso su molti dei suoi predecessori.

## Trama
La satira racconta di un banchetto organizzato da Romolo, sull'Olimpo, a cui invita tutti gli imperatori romani che sono stati divinizzati dopo la morte.
Il corteo degli invitati è aperto dall'«ambizioso» Giulio Cesare, al quale segue il «camaleontico» Ottaviano, poi Tiberio, grave all'apparenza ma crudele e vizioso, che viene rispedito dagli dèi a Capri; Caligola, «mostro crudele», è gettato nel Tartaro, Claudio è un «corpo senz'anima» mentre Nerone, che pretenderebbe di imitare con la cetra Apollo, è annegato nel Cocito. Seguono lo «spilorcio» Vespasiano, il «lascivo» Tito e Domiziano, legato con un collare; poi Nerva, «bel vecchio», accolto con rispetto, precede il «pederasta» Traiano, carico di trofei, e il severo e «ingolfato nei Misteri» Adriano. Entrano anche Antonino Pio, Lucio Vero e Marco Aurelio, accolto con grande onore, ma non Commodo, che viene respinto. Pertinace piange la propria morte, ma neanche lui è proprio innocente; l'«intrattabile» Settimio Severo è ammesso con Geta, mentre Caracalla è scacciato con Macrino ed Eliogabalo. Al convito è ammesso lo «sciocco» Alessandro Severo ma non sono accettati l'«effeminato» Gallieno e suo padre Valeriano; Claudio il Gotico, «anima alta e generosa», è accolto con calore e Aureliano può sedere al banchetto solo per essersi reso benemerito istituendo il culto di Mitra. Accolti Probo, Diocleziano, Galerio e Costanzo Cloro, sono cacciati via Caro, Massimiano, «turbolento e sleale», Licinio e Magnenzio. Entrano, infine, Costantino e i suoi tre figli.
Hermes propone un concorso per giudicare chi sia il migliore fra tutti gli imperatori e, dopo che il dio Eracle ha preteso e ottenuto che vi partecipi anche Alessandro Magno, la proposta è accolta. Al concorso d'eloquenza sono ammessi Alessandro, Cesare, Ottaviano, Traiano, Marco Aurelio e Costantino che tuttavia, per il momento, viene tenuto sul limitare della soglia della sala. Prima Cesare e Alessandro cercano di superarsi vantando agli occhi degli dèi le proprie imprese, poi Ottaviano e Traiano esaltano il loro buon governo, mentre Marco Aurelio, alzati gli occhi agli dèi, si limita a dire: «Non ho bisogno di discorsi o competizioni. Se voi non conosceste le cose mie, dovrei istruirvi, ma poiché voi le conoscete perché nulla può esservi nascosto, datemi pure il posto che ritenete che io meriti». Venuto il suo turno, Costantino, che se ne era stato tutto il tempo occhieggiando la dea Lussuria, pur rendendosi conto della meschinità delle sue imprese rispetto agli altri, cerca di argomentare i motivi della sua superiorità sugli altri imperatori.
In attesa del verdetto, ognuno è invitato a scegliersi un dio protettore: Costantino «corre incontro alla Lussuria che, accoltolo teneramente e gettatagli le braccia al collo, lo adorna di vesti femminili tutte colorate, lo liscia tutto e lo porta dall'Empietà dove si trovava anche Gesù che si aggirava da quelle parti e predicava: – Chi è corruttore, assassino, maledetto, rifiutato da tutti, venga con fiducia: lavandolo con quest'acqua lo renderò puro in un attimo [...]». Marco Aurelio viene dichiarato vincitore e Giuliano, concludendo la satira, si fa dire da Hermes: «Ti ho fatto conoscere il padre Mitra. Tieniti ai suoi comandamenti e avrai nella tua vita un'ancora sicura di salvezza e quando partirai di qui troverai, con buona speranza, un dio benevolo che ti guidi».